# Kevin Coote
Kevin Melville Coote (ur. 25 kwietnia 1932 w Parkdale, zm. 8 maja 2013) – australijski zapaśnik walczący w stylu wolnym. Dwukrotny olimpijczyk. Zajął jedenaste miejsce w Helsinkach 1952 i szóste w Melbourne 1956. Walczył w kategorii do 87 kg.

## Letnie Igrzyska Olimpijskie 1952
| Konkurencja      | Rundy eliminacyjne  | Rundy eliminacyjne  | Klas. końcowa |
| Konkurencja      | Przeciwnik I        | Przeciwnik II       | Miejsce       |
| ---------------- | ------------------- | ------------------- | ------------- |
| 87 kg styl wolny | Viking Palm (SWE) P | Abbas Zandi (IRI) P | 11.           |

## Letnie Igrzyska Olimpijskie 1956
| Konkurencja      | Rundy eliminacyjne  | Rundy eliminacyjne | Rundy eliminacyjne    | Rundy eliminacyjne         | Klas. końcowa |
| Konkurencja      | Przeciwnik I        | Przeciwnik II      | Przeciwnik III        | Przeciwnik IV              | Miejsce       |
| ---------------- | ------------------- | ------------------ | --------------------- | -------------------------- | ------------- |
| 87 kg styl wolny | Bob Steckle (CAN) Z | Jan Theron (ZPA) P | Gerry Martina (IRL) Z | Gholam Reza Tachti (IRI) P | 6.            |